# 1530 no Brasil
Esta é uma cronologia dos fatos acontecimentos de ano 1530 no Brasil.

## Eventos
- 3 de dezembro - Expedição colonizadora de Martim Afonso de Sousa ao Brasil.[1]